# Robert Prutz
Robert Eduard Prutz, född 30 maj 1816 i Stettin, död där 21 juni 1872, var en tysk skald och litteraturhistoriker. Han var far till historikern Hans Prutz. 
Prutz blev efter avslutade universitetsstudier 1839 medarbetare i Arnold Ruges tidskrift "Hallesche Jahrbücher" och gjorde där goda insatser i den nationellt liberala rörelsen. Denna avspeglas även i hans starkt retoriska Gedichte (två samlingar, 1841 och 1843, flera upplagor). Samtidigt utgav han sin monografi Der Göttinger Dichterbund (1841) och en ofullbordad Geschichte des deutschen Journalismus (I, 1845). 
Han utvisades 1843 ur Sachsen som misstänkt "demagog", och genom den överdådigt djärva aristofaniska komedin Die politische Wochenstube (1843; flera upplagor) ådrog han sig i Preussen ett åtal för majestätsbrott. Vid denna tid skrev han även andra dramer (bland annat Moritz von Sachsen och Erich XIV, der Bauernkönig), i vilka 1840-talets stämningar och slagord återfinns. Sedan han med framhållit litterära föreläsningar i Berlin och Dresden, utnämndes han 1849 till extra ordinarie professor i litteraturhistoria vid universitetet i Halle an der Saale, men tog avsked 1859 och uppträdde därefter på olika orter som föreläsare. 
I sin mognare ålder författade Prutz diktsamlingar som Aus der Heimat (1858), Herbstrosen (1864; femte upplagan 1875) och Buch der Liebe (1869; tredje upplagan 1874) med flera. Mera betydande är han dock på det litteraturhistoriska området, bland annat genom arbetena Vorlesungen über die Geschichte des deutschen Theaters (1847), Ludwig Holberg (1857; han översatte även Holbergs komedier) och Die deutsche Litteratur der Gegenwart (1859; andra upplagan 1860). Han skrev dessutom romaner med sociala ämnen och ledde 1851-66 tidskriften "Deutsches Museum".